# Hergiswil bei Willisau
Hergiswil bei Willisau es una comuna suiza del cantón de Lucerna, situada en el distrito de Willisau. Limita al norte y al este con la comuna de Willisau, al sureste con Menznau, al sur con Romoos y Trub (BE), y al oeste con Luthern.

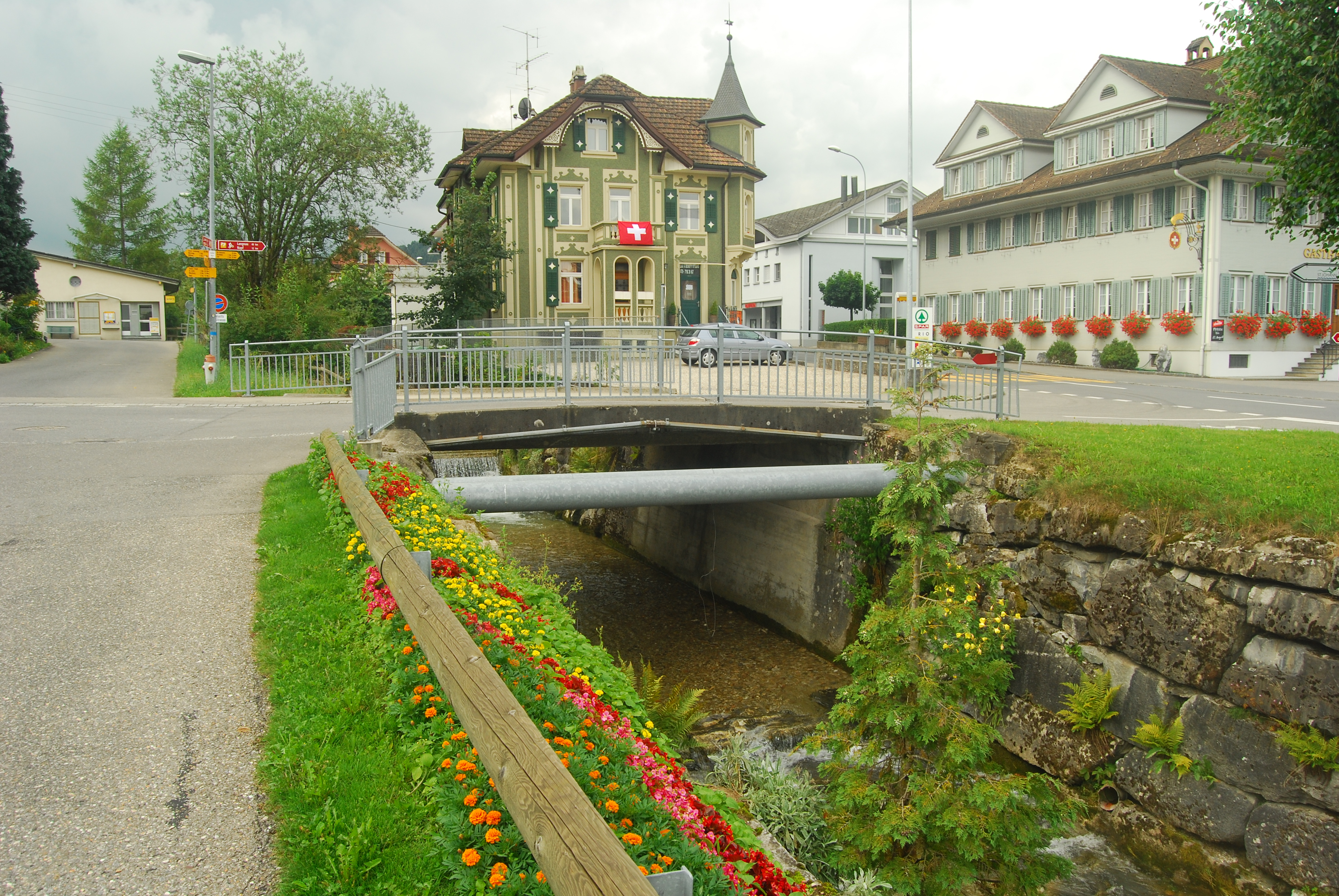
Hergiswil bei Willisau